# Eurytion aporopus
Eurytion aporopus är en mångfotingart som beskrevs av Carl Graf Attems 1922. Eurytion aporopus ingår i släktet Eurytion och familjen storjordkrypare.
Artens utbredningsområde är Namibia. Inga underarter finns listade i Catalogue of Life.